# St. Valerius (Trier)

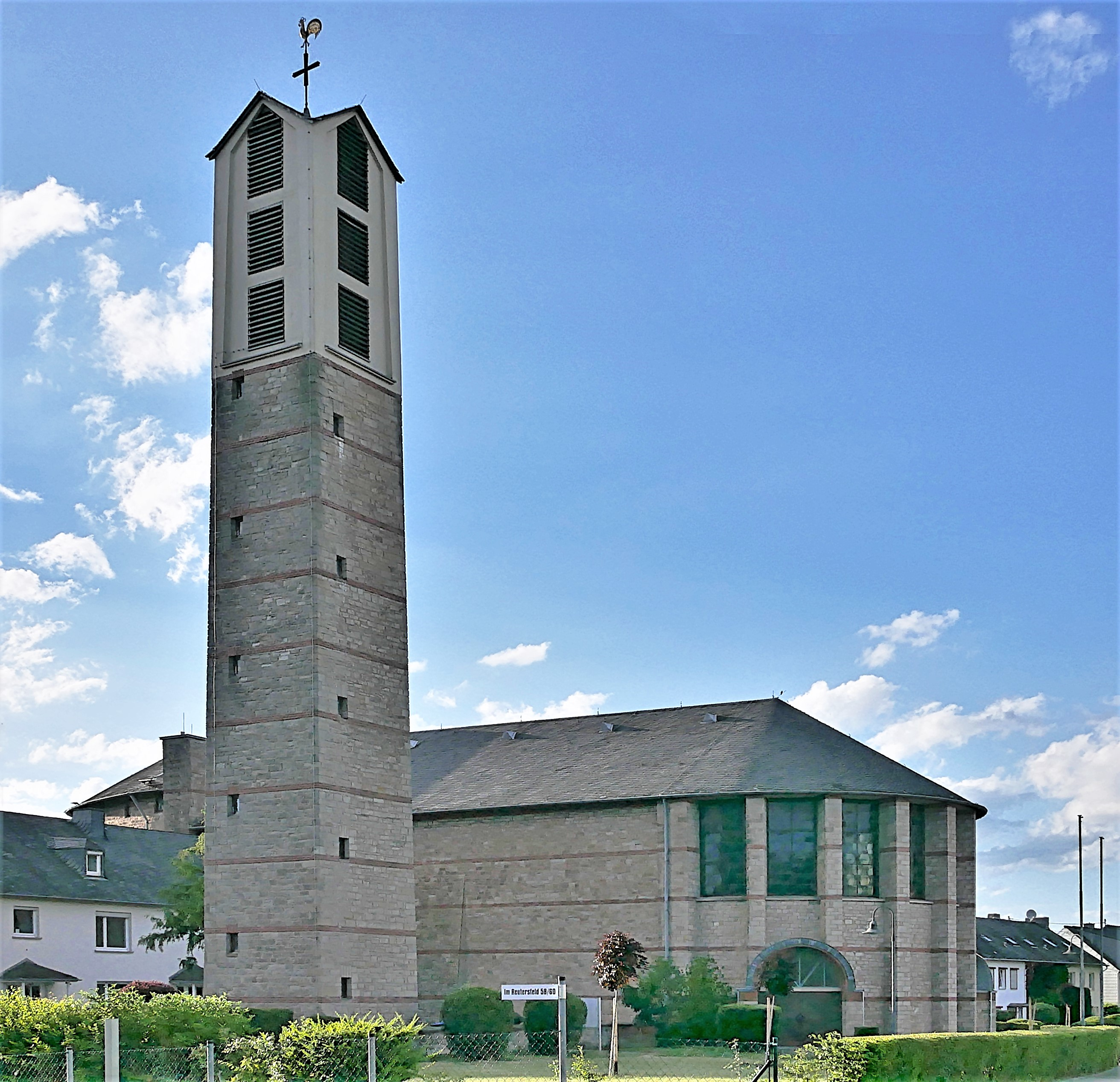
St. Valerius (Trier)

Die Kirche St. Valerius ist eine römisch-katholische Kirche in Trier-Feyen/Weismark. Sie ist Filialkirche der Pfarrei St. Matthias im Dekanat Trier des Visitationsbezirks Trier im Bistum Trier.

## Geschichte
Die wachsende Besiedelung Triers im Bereich Weismark und Feyen führte am 3. Februar 1942 zur Einrichtung der Expositur (Seelsorgebezirk ohne eigene Vermögensverwaltung) St. Valerius (nach Valerius von Trier). Am 10. März 1944 wurde die Expositur in eine Pfarrvikarie umgewandelt, die ab dem 11. November 1945 eine Baracke als Notkirche benutzen konnte. Am 1. April 1949 wurde St. Valerius selbstständige Pfarrvikarie. Ab 1951 plante man den Bau einer Kirche, die auch zur Nutzung durch die in der Kaserne Feyen anzusiedelnden 500 französischen Familien vorgesehen war. Am 28. Juni 1953 wurde der Grundstein gelegt. Am 3. Oktober 1954 erfolgte die vorläufige Einweihung, 1965–1966 die Innengestaltung durch Karl Peter Böhr und im Juni 1982 die offizielle Weihe als Pfarrkirche. Seit September 2003 ist St. Valerius Filialkirche der neu gegründeten Kirchengemeinde St. Matthias.

## Beschreibung
Der von Alfons Leitl entworfene Bau (35 × 13 m, aus Ziegelsteinen mit Bruchsteinmantel) ist einer römischen Basilika nachempfunden. Der Glockenturm (28 m) steht frei.
Die Kirche enthält Arbeiten der Künstler Willi Hahn und Ernst Alt.

## Orgel
Die Orgel wurde 1967 von der Firma Orgelbau Eduard Sebald als Opus 131 erbaut. Das Instrument hat 24 Register auf zwei Manualen und Pedal. Die Disposition lautet:
| I. Manual C–g3 |    |
| Prinzipal      | 8′ |
| Holzgedeckt    | 8′ |
| Oktave         | 4′ |
| Gemshorn       | 4′ |
| Waldflöte      | 2′ |
| Kornett II-III |    |
| Mixtur V       |    |
| Trompete       | 8′ |

| II. Manual C–g3  |       |
| Rohrflöte        | 8′    |
| Prestant         | 4′    |
| Lieblich Gedackt | 4′    |
| Principal        | 2′    |
| Spitzquinte      | 1 ⁄3′ |
| Oktave           | 1′    |
| Scharfcymbel III |       |
| Oboe             | 8′    |

| Pedal C–f1     |     |
| Kontrabass     | 16′ |
| Subbass        | 16′ |
| Oktavbass      | 8′  |
| Rohrpommer     | 8′  |
| Nachthorn      | 4′  |
| Hintersatz III |     |
| Fagott         | 16′ |
| Regal          | 8′  |

- Koppeln: II/I, I/P, II/P
- Spielhilfen: 2 freie Kombinationen, Registerschweller, Tutti, Zungeneinzelabsteller, Registerschweller ab
- Traktur: Elektrische Spieltraktur, Schleifladen; elektropneumatische Registertraktur